# Takumi Horiike
Takumi Horiike (* 6. září 1965) je bývalý japonský fotbalista.

## Reprezentační kariéra
Takumi Horiike odehrál 58 reprezentačních utkání. S japonskou reprezentací se zúčastnil Mistrovství Asie ve fotbale 1988, 1992.

## Statistiky
| Japonsko | Japonsko | Japonsko |
| Roky     | Záp.     | Góly     |
| -------- | -------- | -------- |
| 1986     | 2        | 0        |
| 1987     | 11       | 0        |
| 1988     | 1        | 0        |
| 1989     | 11       | 1        |
| 1990     | 6        | 0        |
| 1991     | 2        | 0        |
| 1992     | 7        | 0        |
| 1993     | 16       | 1        |
| 1994     | 0        | 0        |
| 1995     | 2        | 0        |
| Celkem   | 58       | 2        |